# Nikko (hemelektronik)
Nikko var en japansk tillverkare av hemelektronik. Märket hade svårt att få ett internationellt genomslag under 1970- och 80-talen. När intresset för dyrare hemelektronik i början av 1990-talet avtog och den japanska yenen gjorde produkterna dyrare på exportmarknaderna i Europa och USA lades företaget ner.
Nikkos produkter är i dag (2006) populära hos hifientusiaster och samlare av hemelektronik.